# فرماندهی تحرک هوایی
فرماندهی تحرک هوایی (انگلیسی: Air Mobility Command) از فرماندهی‌های اصلی در مجموعه نیروی هوایی ایالات متحده آمریکا است، که ستاد آن در پایگاه نیروی هوایی اسکات، در شرق سنت لوئیس، میسوری، در نزدیکی ماسکوتا، ایلینوی قرار دارد. فرماندهی تحرک هوایی در تاریخ ۱ ژوئن ۱۹۹۲ از ادغام دو فرماندهی هوایی نظامی و فرماندهی هوایی استراتژیک تأسیس شد. 
فرماندهی تحرک هوایی دارای بیش از ۴۸ هزار نفر خلبان و ۴۳۰ فروند هواپیما می‌باشد. هواپیمای این فرماندهی شامل؛ لاکهید سی-۵ گالکسی، بوئینگ سی-۱۷ گلوبمستر ۳، گلف‌استریم ۳، بوئینگ سی-۳۲، گلف‌استریم ۵، گلف‌استریم جی۵۵۰، لیرجت ۳۵، بوئینگ سی-۴۰ کلیپر، لاکهید سی-۱۳۰ هرکولس، لاکهید سی-۱۳۰ هرکولس، لاکهید مارتین سی-۱۳۰جی سوپر هرکولس، لاکهید دابلیوسی-۱۳۰، بوئینگ وی‌سی-۲۵ و نیز تانکرهای سوخت‌رسان از نوع بوئینگ کی‌سی-۱۳۵ استراتوتانکر، بوئینگ کی‌سی-۴۶ پگاسوس می‌باشند.